# ゲキカワ・デビル
『ゲキカワ♥デビル』は、やぶうち優による日本の少女漫画作品。

## 概要
『ちゃお』2016年4月号から2018年4月号まで「中学生編」を連載、2018年6月号から2019年12月号まで「高校生編」を連載。『ちゃおデラックス』にも番外編が随時、掲載されている。
オシャレ大好きな女の子藤美マイがオシャレで悩む女の子達にオシャレを教え、やがてファッションデザイナーを目指す物語。作中の所々に、ちゃおの読者に合わせたおしゃれや美容のテクニックが描かれている。
やぶうちの前作である「ドーリィ♪カノン」がやぶうちの押し切りで連載を開始したため、新連載を始めるにあたって、担当や編集長の意見を聞き、この作品へと繋がった。ちゃおチャンネルでのちゃお4月号宣伝で行った電話インタビューでは「スタイルが良くなく、いつもオシャレについて研究しているので、それを読者に教えていけたら」とやぶうちがこの作品を書いたキッカケとして語っている。
『ちゃお』2017年3月号にて、やぶうちの作品である『世界の果ての、真ん中で。』とコラボレーションした『〜ゲキカワ♥セカイ〜』が、ちゃお40周年の一環として掲載された。

## あらすじ

### 中学生編
中学校に入学したばかりのオシャレ大好きな藤美マイは、ファッションや仕草がイマイチな女の子を見るとスペードのスティックを振りかざして「ガチオワ」と言い放ち、ダメ出しをするくせをもった明るく面倒見が良い頑張り屋な女の子。
そんなマイには、有名デザイナーを母に持つ幼なじみで大好きなカイという男の子がいて、小学校の頃は引っ込み思案かつ不格好で「ジミマイ」と呼ばれ、親が離婚したことでクラスメートから陰口を言われ続けたが、あることがきっかけとなって変わる決心をした過去をもつ。
中学校の入学式にマイは、女の子達に容姿をバカにされている莉々夢を見かけ、「ガチオワ」と言って、女の子達と莉々夢に欠点をズバズバと言って助けたことから莉々夢と親友になる。莉々夢はカイに一目ぼれをして、告白をしようとするが、マイは自らの体形に悩む莉々夢にファッションのテクニックを教え、自信がついて告白をしようとするところまで持っていく。その勢いで莉々夢はカイに告白したが、「マイを全力で守りたい」というカイの真意を聞いて諦め、マイの思いに惹かれて深い親友へとなっていった。
その後は、ボーイッシュでサッカーが得意なハル、あることが切っ掛けでオシャレが嫌いとなった真面目な委員長紫苑にファッションのテクニックを教えたことで親友へと発展していく。
2学期を迎えた日、「ジミマイ」と呼ばれていたマイの過去のことを知る漆原比呂記ことロキが転校してきた。ロキはいつもマイの周りを付きまとい、おまけに告白をして、マイを大いに悩ませる。カイと原宿でデートすることになったある日のこと、「ルーシー」という衣料品店にてファッションに文句をつける女性にファッションのコーディネートを教えたことで、マイはロキが「ルーシー」の社長の息子ということを知り、「うちで仕事をしないか」とロキに声をかけられ、さらには「デザイナーの才能があるからファッションコーディネーターにならないか？」と誘われる。ファッションコーディネーターのことを全く知らないマイは「それって何？」とロキに言い返し、その仕事の内容を聞く。マイは「カイの母の敵になる」という理由で一旦は断るものの、冬休みの元日にロキの一言で親友と「ルーシー」で福袋のクレーム対応をし、福袋の服をオシャレに入れ替えてロキの勧めでそれを売ったことから、ネットで評判が瞬く間に伝わり、福袋がどんどん売れていった。その過程で自分のコーディネートで色んな人を喜ばせる楽しさに目覚め、カイの一言も相まって、マイはファッションコーディネーターを目指す決意をする。
中学2年生に進級したマイに恋のライバルが現れる。そのライバルはカイとは小さいころの幼馴染でアミーのモデルの美少女らいむ（後にマイのブランドのイメージモデルとなる）。積極的にカイにアプローチしてマイの恋の邪魔をする。そんななか、プールで水着を着てカイをメロメロにさせようとするらいむに水着が似合わないとガチオワ発言して、おせっかいで似合う水着をセレクトしてしまう。これがカイに告白するチャンスを与えてしまい絶体絶命。ところが、カイが選んだのはマイだった。こうして2人は両想いとなった。
3学期のある日、「ルーシー」の洋服がマイのデザインした服と一致し、盗作疑惑が浮かび上がる。問い詰められたロキは重い口を上げる、「ただの偶然の一致」だと。驚くマイたちにロキは会社のデザインの仕組みを解説しつつ、マイの感性はプロのデザイナーの感性と一致していることが発覚する。そしてロキはその感性を生かして「ルーシー」でブランドを立ち上げないかと提案する。カイの後押しもあり「ジミマイ」を立ち上げる決意をする。
その矢先、カイが母親の仕事の都合でフランスのパリに留学することをマイに伝える。ショックを受けるマイを追い詰めるかのように、カイは「プロのデザイナーになりたいこと」、「その夢に迷いがあったが頑張るマイの姿を見て決心がついたこと」を話す。混乱するマイにカイは「数年後に戻ってくる」と優しいキスをした。翌日、カイはマイにフライングの誕生日プレゼントを用意した。そのプレゼントは自分でデザイン、縫製もしたウェディングドレスを思わせる白いワンピースだった。カイの実力に悔しさもありつつ、自分のことしか精一杯でカイの夢に気付けなかったことが何よりも悲しかった。
カイが旅立つ日。空港では、いろいろ心配するカイをよそに「夢を追いかけるって決めたなら、あたしを忘れるくらい頑張って」とエールを送るマイ。それに安心したカイは笑顔でパリに旅立った。これが2人の永遠の別れとは知らずに・・・。
マイが飛行機を見送った後の夜、カイの乗った飛行機がシベリアで消息を絶ち、墜落。生存は絶望的だった。 若すぎる死にクラスメイト達は葬式で涙を流していたが、マイは無感情のまま呆然と立ち尽くしていた。
それ以来、マイは眼の光がない状況で「ジミマイ」の準備により一層励むようになり、学校も欠席するようになる。りりむたちの心配をよそに「ジミマイ」の洋服の試作品が完成する。マイは期待を膨らせていたが、その結果に愕然する。試作品のレースやリボンが想像と全く違っていたから。そしてマイは自覚した、「あたしが考えた服がゲキカワだったのはカイが作ってたから？」。ついにマイは過労で倒れ、入院した。
マイの見舞いにやってきたのはらいむだった。見違えるように正気を失った彼女の姿にらいむはびっくりする。「あたしがカイを殺したの…―――」と自分を責めるマイにらいむは平手打ちをし、「うぬぼれないでっ!!悲しんで後悔してんのはあんただけじゃないんだからっ!!思う存分後悔したら現在（いま）を受け入れて未来（まえ）を向きなさいよっ！」と一喝する。その言葉をきっかけに今まで胸にしまっていたカイへの想いがこみ上げてくる。マイは事故のあとはじめて感情を爆発させて、大粒の涙を流した。
そのあとマイは夢の中でもういないはずのカイにレースやリボンを付け直してもらっていた。マイは「…でもそれってカイのセンスだったんだね…」とカイに言いかける。カイは「違うよ」と言い「「ルーシー」のレースやリボンがいまいちと感じるのも、オレのレースやリボンがちょうどいいと感じるのはぜんぶマイのセンスだから。自信もって！」カイが消えたと同時にマイは目を覚まし、細かな涙を流す。
その最中、カイの母親が見舞いに現れ、そして遠慮気味に話を切り出した。「あたしといっしょにいっしょにパリに来ない…？」と。カイの留学先だったパリの服飾学校の枠が一つ空いたままであったからだ。マイは「いきたい！」と即決した。マイの瞳に迷いはなかった。カイはあたしの中に生きてる から あたしが夢をかなえるんだ!! カイといっしょに―――
こうしてマイはパリへ旅立った。カイの最後の作品だったワンピースを着て、彼の意志と共に・・・・！

### 高校生編
私立　漆原学院―――大手アパレル会社「ルーシー」が「夢を叶える」をコンセプトに創立した高校。そして夢に向かって歩みだす新入生が集う入学式、何よりも関心の的になっていたことは、現役学生デザイナーがこの学校に入学することだった。
そんなことを気にもせず、藤美マイはこれから始まる高校生活に胸躍らせていた。パリ留学後、マイはデザイナーの高みを目指し漆原学院の服飾デザイン科に進学。この学校はデシナトゥールを目指すりりむ、学科は違うもらいむ、ロキも入学した。
マイがりりむと校舎探検をしていたところ、廊下で一人の中性的な少女にぶつかる。その少女、佐久場須雨はマイがロキに気安く喋りかけたことが気に障ったらしく身の程をわきまえろと忠告する。さらに畳みかけてマイとりりむの通学服にケチをつけられたことに激怒。須雨のことをマウンティングゴリラで、歩き方も態度もゴリラみたいだとガチオワ発言する。そのことでヒートアップする二人のもとに榎本鴉紋が現れる。アモンはスウの歩き方に着目し、このままだと根性もひん曲がるぞと言いつけマイと共に歩き方のレクチャーを始めた。そこまで言われ続け恥ずかしくなったスウは捨て台詞はいて退散した。
そしてらいむと久しぶりの再会を目撃して野次馬の生徒たちの目の色が変わった。藤美マイ―――――若者に今注目のファッションブランド「ジミマイ」を手掛けるプロの若手デザイナーだっていうことに。スウはしまったと冷や汗をかき、アモンはマイの姿を見つめ考えていた。そんなアモンにロキはマイに手を出すなと釘を打った。
学校から「デート服」をテーマで4人一組で班を作り発表会を行う課題が出された。マイのチーム班には「ゴリラ歩き」のスウ、「毒舌サブカル系男子」のアモン、そしてりりむというなかなかまとまりづらい班となってしまった。
翌日、マイのチーム班に暗雲が立ち込める。なぜなら、スウが独断でチームの役割を決めだした挙句、マイのデザイナー能力を見下したことでりりむは激怒、言い争いとなった。またしても仲裁に入ったのはアモン、マイとスウのデザイン案を比較して良いほうを採用するコンペティション方式を提案した。期限は1週間、「決定は俺が決める」というアモンの言葉に憤るスウをその気にさせたことで問題は収束した。
もともとアモンはデザインをマイの案で採用しようとしており、「スウをギャフンと言わせるデザイン案を出せ」という高いハードルを課された。しかし、マイはデート服のデザイン案が思いつかず描けないまま、一方スウはハイペースでデザイン案を出している。そのことにしびれを切らしたアモンから取材という名のデートを強行決定する。そして東京のデートスポットを周り、アモンの一面を垣間見えたデートを終えて、マイはやっとデザイン案を思いついた。
あとはデザイン画だけだったが、突然りりむが体調を崩し倒れる、病院に搬送された。心配で駆けつけるマイだったが、りりむの病気が腹痛だと知り安心したと同時に涙を流した。「りりむが死んだりする病気じゃなくてよかった・・・・・！」というマイの言葉に、その場にいたロキが「人はそんな簡単に死ぬもんじゃない」と声を押し殺して言った。病院にアモンが駆けつけ、コンペを三日間伸ばすかと尋ねてきたが、マイは大丈夫と答える。スウと正々堂々と勝負しないといけないし、下手でもデザイン画は描けると言い張った。
コンペ当日、スウの5案あったデザイン画はアモンによって2案になった。一つはエレガントで大人っぽい白のワンピース、もう一つはスカートの裾にデートのテーマが込められた甘めなワンピース。マイは興味津々で話を聞いていたが、出番になると状況は一変。マイのデザイン案は壊滅的だった。マイが何を説明していてもイラストが意味を果たさず、アモンはスウのコンペ案を採用した。スウはプロのデザイナーに勝ったと調子に乗るが、マイがデザインを伝えるために作ったあるものに目を見開く。マイが自分で縫製したミニチュアの洋服だった。マイのコンペ案はレインコート風になっており、デートに着ていく女の子とそれを応援する気持ちを込めていた。デザイン画がなければ直感で作っちゃえとたった一晩で作り上げていた。
スウはマイのレベルの高さに落胆したと同時にモヤモヤと鬱屈した気持ちが沸き立つ。「なんでプロのデザイナーのアンタ（マイ）が漆原にいるわけ？」
そこに邪魔が入ったのは、ほかの班に属するクラスメイトたち。実はマイは自分のデザイン画を後回しに、ほかの班のデザイン画のアドバイスを受け回っていたのだ。謙遜するマイを横目にスウは理由を聞けず歯を食いしばった。
漆原学院のファッションショーはモデルも班のメンバーにやらせるきまりで自薦でスウに決定した。しかし、スタイルは良けどゴリラ歩きがネックだったスウにらいむが歩き方のレクチャーすることになった。応援でやってきたマイとロキも現れ豪華なレッスンとなり果てたと同時に、スウは住む世界が違う不公平感が募っていった。全身ガチガチで歩き方がなってないと厳しく注意するらいむから「あなたは何とたたかっているの？」と聞かれる。思い出したのは中学2年生の冬。スウはクラスメイトに「ちょっとなんかのコンテストで入賞しただけで『あなたたちとは違うのよ！』って感じで偉そうだよね。」というクラスメイトの陰口を聞く。それに同調した子が「スウちゃんは自信が無いんじゃないかな。だから周りを蹴落として必死に踏ん張ってないと立ってられないんだよ」と言い、それを聞いたスウは、親友と思っていたその子に復讐心を燃やしていた。その事が頭に浮かび、歯ぎしりをしていたスウにマイはガチオワ発言をして「誰よりも無我夢中で頑張っていたよね。でもずっと張りつめたら、いつか何かの拍子に心も体もポキッと折れちゃうよ。リラックスして。」とアドバイスする。だがスウは「あんたも自分を見下しているんでしょ。」と素直にマイの言葉を受け取ろうとしなかった。
発表会は佳境となり、マイは自分の班を後回しにほかの班の手伝いにてんてこ舞いになっていた。ついに他の班のメンバーからも「マイはなぜ漆原学院に入学したのか」を問いただされる。マイはついに理由を明かす。「知ってるをスルーすると新しい発見を見逃す。きっとあたし一人じゃできないこと、気付けないことが無限にある！その可能性を見つけるためにここに来た！」と。パリに１年間留学したマイはほとんどが知らないことだらけですべてを学ぶには時間が足りなかった。ここの学院でほかの人のデザイン案で服を作ったり、他の班の服を手直ししたりなど多くの発見を学んでいたのだった。「みんなのおかげで勉強になったよ！」
マイの言葉にスウは飲み込むことができず、「もしかして、その「勉強」になってないのって、あたしだけ…？"」と感じ、その疎外感はマイの復讐心へと変わった。「どこまで人をバカにすれば気が済むの。・・・・見ていなさい。必ずあんたを引きずりおろしてやるんだから！」
発表会を翌日にしたある日、アモンからマイにロキと仲良くしているところが隠し撮りされ、SNSでアップされ拡散していること、犯人はマイに悪意を持った漆原学院の生徒の可能性がある、気を付けろと忠告される。
マイたちのチームも衣装が完成、デザイン案は甘めのワンピース案となり、スウのウォーキングはらいむの指導もあり劇的に良くなっていた。こんなことでヘコたれちゃいけないと奮起するマイだったが、発表会当日作成した衣装は何者かによって盗まれ、大きく切り込まれ汚された状態でゴミ箱に入れられていた。
マイたちチーム班はショックを受ける。だが一番ショックが大きいのはスウだった。衣装の無残な姿をみて「こんな服じゃ発表会は出られない・・・役立たずのゴミでしょ!!」と激高して再びゴミ箱に押し込んだ。
マイはスウの行動に怒り、「発表会のためにみんなが頑張って作った服をゴミってガチオワだ」涙を流して平手打ちをした。スウはお前のせいだと感情を吐き出し教室を離れた。
しかし、肝心の衣装はズタズタだが全体のかたちはある。どうやって直すか、思案するマイにマイのチームメイトたちが立ち上がった。「あたしたちが何かできるなら手伝うよ」
マイは協力をお願いした。「よし、いける!!」
一方、スウは階段の踊り場でやり場のない怒りをぶつけていた。
そんなとき、「見て、あの（マイとロキが写っている）写真めっちゃバズってる。あははー、いい気味。」「でもさー、（服飾コースの発表会当日にマイのチームの）服汚して切り刻むのはさすがにベタすぎぃ？」
犯人は漆原学院の普通科に通う女子生徒2人、偶然マイの悪口が書かれたSNSに興味を持ち便乗するかたちで投稿し続け、行動をエスカレートしていたのだった。だが最初にマイの悪口を投稿したSNSのアカウント主はマイに恨みを抱いていたスウ本人だ。
そんな彼女たちの関係性に気付くはずもなくスウは声をかけるが、悪事がバレたと猛スピードに逃げていく。女子生徒の一人に追いつき首をつかみかけた拍子に激しく階段から転落、足首をねんざした。激しく痛がるスウに同情はなく、二人組はそそくさとその場を去っていった。
発表会の服飾科のクラスメイトたちの協力で衣装の修復が完成したと同時に、スウが階段から転落したとの知らせが入る。保健室で発表会のランウェイは絶望的と知らされたスウのもとにマイ、アモン、りりむが駆けつける。うちらのチームは着る衣装もないしランウェイに立てない、と言い張るスウにマイは無断で衣装を修復したと詫びを入れた。そしてりりむが修復後の衣装の写真をスマホで見せると大粒の涙を流した。「もう、あたしがデザインした服がだいなしじゃないっ」その顔にはマイに対する怒りは消えていた。
しかし、発表会まで時間がない。マイは即断でランウェイに立つ決意をし、アモンにスウと同じ身長になるためにランウェイ用の靴のヒールを10センチ高くしてほしいと頼む。しかしアモンは「無茶言うな！靴は全体のバランスを考えて作られている。いまある靴のヒールは7センチ、そうなるとおまえは17センチのヒールを履きこなすことになる。付け焼刃で高くしたらいきなりはいて歩けるわけないだろ！」と両断する。
口喧嘩の末、もういいアモンには頼らないと靴屋に買いに行く準備をするが、りりむから、まだ午前9時半だからどの店もまだやってないよと告げる。衣装の修復で時間を忘れていてショックを受けるマイのもとにロキが救いの手を差し伸べる。「まったく、困ったときは俺を頼れよ。ルーシーの店なら俺の特権で開店前の店に入ることが出来るぞ。協力する」こうしてマイとロキ、結局ついて行ったアモンの3人でルーシー系列の靴屋でハイヒールを買いに行ったのだった。
そして各チーム舞台裏で待機準備との知らせが入ったギリギリで3人が靴屋から学校に戻ってきた。買ってきたハイヒールは12センチ、それをアモンが5センチ足したものでランウェイを歩くことになった。
発表会のランウェイでは高すぎるヒールで転倒しそうになるハプニングはあったものの、大成功に終わった。
発表会のあとスウは罪悪感からマイのSNSの悪口を書いていたことを明かし謝罪。あの普通科の女子生徒2人組は後日悪事が露見され、マイとロキに大泣きで謝罪することとなった。
ジミマイのオフィスで談笑しているマイ、りりむ、らいむ。話題はジミマイの洋服がティーン雑誌に載っており各雑誌からそのコーデを論評しあっていた。
しかし、らいむは怒っていた―――――老舗のファッション雑誌「VINE（ヴィネ）」はジミマイのことが一言も掲載していないのだ。らいむ曰く「ヴィネは日本で一番売れている雑誌。そこで表紙を飾るモデル、デザイナーにとっては誇らしい名誉。掲載されないとジミマイは世界のトップどころか日本のトップになれない」その夢はマイじゃなきゃダメだ、というらいむの言葉にマイはその時はらいむが表紙のモデルに絶対なってほしいと嘆願した。
話が逸れていたが、3人が集まっていたのは「ジミマイのポップアップショップ」の開催を翌日に控え、準備をするためだった。
「ジミマイ」は店舗がないウェブショップ。身近に客とふれあい、ジミマイの商品を見てくれるまたもないチャンスなのだ。ジミマイの服を纏い売り子として客の応対に励むマイとらいむ。
そんなときアモンと原宿でレポートを書きに行った際出会った初老のデザイナー福井とヴィネの編集長と名乗る小津と名乗る小柄な女性が店を訪れた。
マイは小津の姿に驚きを隠せず――――
そんなことをよそにらいむは核心を言い放つ。「どうしてヴィネはジミマイを無視するのか！」
小津は引き下がらないらいむを冷たくあしらい「あなたたちがファッションを駄目にしているのよ」マイとらいむはショックを受ける。
「どういうこと？・・・・・・ママ。」小津はマイの母親だった。福井、らいむ、気が付いたらいたりりむは驚愕、開いた口がふさがらない。
「久しぶりね。マイ」ママとよばれた小柄な女性は笑みを浮かべた。
マイの両親は6年前に離婚した。夫婦共働きで当時、小津は今とは違う職場で働いていた。見かけは美人でおしゃれで仕事をこなせるキャリアウーマンだったが、本当は仕事優先で家庭を顧みず、給料のほとんどをブランド品に使っていた。面倒くさがりのためマイの学校行事に参加せず、「すぐ汚れるから」と一枚もきれいな洋服は着せなかった。マイの父親とはマイのことで毎晩夫婦喧嘩だった。マイは「2人ともあたしのことで喧嘩しないで」と思う反面「ママはあたしのことどうなんだろう？」と考えるようになる。
そして離婚する日、マイは試した。「ママはあたしといたい？」それでもいいって言って欲しかった。「迷惑」じゃないって。
結果はノー。小津はマイは父親といたほうが幸せになれる、私は1人で生きていくときっぱり言った。マイは否定されたと激高、「あたしのことこれっぽっちも考えてないのに、母親ヅラすんな!!「ママ」を辞めたほうが幸せになれるなら、あたしはママなんかいらない!!」マイは父親に引き取られた。それ以降小津が学校に関わらなかったことからの保護者の不評もあり、マイのいじめに拍車をかけることになった。もう6年間も会っていない。
話は戻って、小津はマイたちがファッションをダメにしている理由を話した。
昔の洋服はオーダーメイドで一人一人の個性に合わせて作られていた。しかし今は服を大量に生産され浪費する時代。購買者はモデルと同じ骨格を持っていないため、あきらめて値段、質もそこそこの（ファスト）ファッションに満足する。また追い打ちをかけるように（インターネットが普及）、試着もせずに服が買えるネットサイト、着ていない古着を安い価格で売るフリマアプリ等が登場し「店舗を待たないファッションブランド」が大幅に増加。次第に高い質を追求したファッションブランドは衰退していった。「本当の意味でのオシャレな服」がなくなっていくと、それをつぶしていることがマイのやっていることだと。
マイは否定した。「服はゲキ的に運命を変える力がある！（想いのこもった）服をあたしは作りたい!!」続けてらいむはマイの目標が世界中の人のゲキカワだと発言した。小津は嗤って
「へぇ、世界？おたくのブランドはオリジナルのテキスタイルも持っていないのに？」
テキスタイルとは服の基本となる柄のついた生地。ジミマイはいままでルーシーのテキスタイルを借りて服を作成していたのだ。
ところがらいむが勢いで「ジミマイにだってテキスタイルはある！これから発表する予定よ！」と言い張ったせいでマイは大混乱。小津も「期待してあげる」とフクイとともに足早にジミマイショップを後にしたのだった。
小津たちと入れ替わるように店に来たアモン。ことの顛末を聞いて、マイに声をかける。
「おまえの母さんは（マイのことを）知ってたんだな」6年間連絡していなかったなら、マイがファッションデザイナーになったこと、自分のブランド「ジミマイ」の設立を知るはずもない。さらに今の若者のファッションブランドの知識にも精通している。「（連絡してもしてなくても）おまえのこと見てるってことじゃん？」
マイは思い出した。ママとの別れ際、「離婚してもマイとママは一生親子だから―――」
返す言葉が見つからず、走り去って部屋でママのバカとベッドで大泣きしていたこと。
マイは心の中で「・・・そうなの？ママ・・・」呟いた。
ジミマイポップアップショップが終わり歓迎会をしている「ジミマイ」の皆さん。アモンに加えてマイの中学時代の友達ハルと紫苑も出席。マイは6人にストレスたまった時はどうやって解消するかたずねた。しかし6人全員バラバラ！しかしりりむが「漫画を読むと元気が出る」と答えると話が盛り上がり、マイはテキスタイルの原案を思いついた。
2か月後、ジミマイのテキスタイルは漫画のコマとフキダシを使ったシンプルなデザインとなった。このテキスタイルなら様々な体形にフィットし、おしゃれの幅が広がる。注文殺到でゲキカワ大成功だと思いきや、大量の返品案件が残ってしまったのだった・・・・・！返品理由は「サイズが合わない」。マイはページにサイズは書いていたはずだと反論。ロキはこれ以上損失出たらルーシーの社長から契約を断ると通告した。
原因を探るとまず今回のコレクションが比較的細身のデザインだったこと、ジミマイがテレビや雑誌で紹介されたことで「いいね感覚」で買う客が増えたこと。そして乗せていたサイズがヌードサイズだったことで客が勘違いを引き起こしたことだった。
そこでマイはりりむの提案でショップアプリ「iissho」で服を販売していた時に書いていた「レビュー」をジミマイに使うことを決定した。
結果丁寧な説明が功を奏してか、ジミマイは返品が激減、売り上げを大きく伸ばすことに成功した。
一方、アモンはマイが不意に悲しい顔をするのはマイの母との不仲だと思っていた。しかしりりむとの会話でそうじゃないと知り「あいつに何があったんだ・・・」と思案するようになり...？
ジミマイにウエディングドレスのデザインの依頼が入ってきた！依頼人はらいむのいとこのみさえ。航空会社でキャビンアテンダントをしているがメジャーリーガーの大泉洋平と婚約し、結婚式の準備をしていたのだった。ところがさまざまなドレスに目移りしても、しっくりこない。義母からも「あなたには白は似合わない」と心無い言葉を受けてドレスを着る自分に自信を持てずにいた。マイはみさえに合う白を見つけ出し「白が似合わない人はいない」と励まし、ドレス作りに励むことを誓うのだった。
一方、アモンはマイや女友達に聞くのは気まずいから、マイに関係する唯一の男友達ロキを学校の屋上に呼び出した。そして「カイ」のことを尋ねた。ロキはマイが幼馴染と言っている以上詮索するなとアモンに伝え、逆に知ってどうするんだと聞き返す。アモンは気になっただけだとはぐらかすとロキは態度が気に入らず激高する。一触即発の事態でもアモンはカイがマイにとってどんな奴だったか知りたかった。アモンのマイに対する嫉妬心を燃やしていた。
「カイっていったい何なんだよ！どーせ別れた元カレかそんなんだろ？」
アモンはロキの「そんな言葉死んでもマイに言うな」との言葉で「もしかしてカイは死んだのか？」
アモンのまっすぐな瞳で言い返され、答えに窮するロキだったが観念したように「（マイの心の中で）生きてる。だからマイはおれらがどーにかできる相手ではない！」と答えた。
とっとと行けとアモンを屋上から出ていかせた後、ロキは「死んでねーか・・・。ある意味生きてるよりタチ悪いつーの！」と誰かに話しかけるかのように夏空を見上げていた。
男子どもの動向は露知らずに、マイはカイのアトリエでウエディングドレスのデザインに邁進していた。依頼主みさえのウエディングドレスのベースはエクリュという色に決まった。しかしデザインを考えているうちにふとカイが残した白いドレスもエクリュだったことを思い出す。これを着たらドレスのデザインが湧き出すかと軽い気持ちでカイのドレスを久しぶりに着用するマイだったが、ドレスが入らない！
あのドレスはカイが15歳の誕生日を迎えるマイのために作られたもの。高校生になったマイでは着られない・・・・。カイのこと思っていたマイの2年の月日が、身体の成長として突き刺さる。
カイとの唯一のつながりが絶たれたマイは1人カイのアトリエで泣くしかなかった。
アモンはなぜかマイのマンションにいた。ドレスの制作で学校の勉強が二の次になったマイは宿題のファイルを忘れてしまう。りりむの策略でなぜかアモンが忘れ物を届けにマイの家にいくことになったのだった。　インターフォンを押すとマイの父親が現れマイは「カイ」のアトリエにいると教えられ、心がざわつくアモンだった。
アモンはロキの言葉通りに「生きてる」と解釈し、カイと対面するかもしれないと思っていた。しかし、カイのアトリエに着くとそこにいたのは暗いアトリエですすり泣くマイの姿だった・・・！
アモンは驚き「カイがマイを泣かせた」と勘違いし、カイを探した。マイは泣きながら事情を話した。「だったら（着られるように）調節すれば？カイに頼めば・・・・！」
「無理だから・・・！もう、いないから・・・・っ。」
アモンはマイの「カイ」という存在がどれほど大きいかを知った。いつも明るく笑顔でファッションに向き合うマイの姿をみていたが、時折悲しい顔をしているのを気にしていた。
こんな小さい体で大きな悲しみを背負っていたんだなと・・・・。アモンはマイを抱きしめ「ごめん・・・」と何も分かっていなかったことを謝った。
「服はいつか着られなくなる時がくる。それは役目を終えたことだ。古い服を捨て新しい服に着替えながら人は成長する・・・・。だから「過去」は捨てて「今」を見ろ！」 アモンはマイを励ますのだった。
マイは気付いた。いつもアモンが支えていたことに、ファッションショーのハプニングのときも、落ち込んでいる時も声をかけてくれた。だけど、私はカイの幻に甘えてばっかりで・・・・。
しかし、マイは過去を捨てない。だってマイの心の奥のクローゼットのたからものだから。

帰り際、さっきのことが嘘のように落ち着いたふたり。アモンは忘れ物のファイルをマイに渡し、「俺は見てるからなおまえのこと」と告白じみた発言にドキドキするマイであった。
あの件以降、マイの心は揺れていた。いままでカイのことを思っていたのにアモンにも意識するようになり・・・・。だがアモンのことよくわかっていないし付き合うとか考えられないでいた。
運動会のとき告白されたときも・・・・・。
そんな時、音沙汰なかったカイの母、亜美から連絡が「落ち着いて聞いてほしいの・・・・・・・・カイが生きてるかもしれないの！」
亜美からおくられた動画を見ると、その人はフランスで「カミーユ」という名でファッションデザイナーをして成長したカイにそっくりだったのだ・・・！
カイが生きてるなんてありえないマイであったがあってみれば分かると思い、フランスに行くことを決意した。
当日、フランスに行くマイの前にアモンが現れる。「行くのか？」マイがカイがフランスで生きてる話でらいむとりりむで盛り上がった会話を聞いてしまったのだ。
動揺したマイだったが「あたしの運命の人はカイだけだから・・・！この気持ちはなにがあっても一生変わんないよ！」そしてマイはアモンに自分を支えてくれたアモンに泣きながら感謝を伝えた。
彼氏に会いに行くときに泣くなとマイをなだめた後、アモンはマイに「好きだった」と告白するも冗談だとはぐらかし「幸運を祈る」とマイを見送ったのだった。
フランス、パリ郊外。マイは亜美と共に大きなビルを訪れた。カミーユとの面会に緊張するマイ。カミーユがカイでありますように、カイが自分のことを覚えてますように。
「・・・・・どちら様ですか？（フランス語）」 カミーユは冷たい態度でマイを迎えたのであった。
身元引受人のイリスはカミーユのこれまでの経緯を話す。
カミーユはシベリアの湖のほとりで傷だらけの状態で村人たちに助け出されたが、後遺症で言語消失と記憶障害を患っていた。以来、彼らに服を作ったり、直したりしていた。ファッションの仕事をしているイリスがカミーユを見つけたのは1年前、フランス語を少し話せていたのと、洋裁技術が高度だったためフランスに連れ帰り彼女の仕事を手伝うことになったのだ。
その時にはマイはパリに留学していたが、出会うことはなかった。
カイの飛行機の墜落場所と一致したことで、カミーユはカイと判明した。しかし、カイはマイのことを思い出せない。マイはカイの想いでの白いドレスを広げた。「今はもう成長してきれないんだけどね・・・・。」
カイは「貸して」とおもむろに白いドレスを持つと、大きく音を立ててドレスを破いた。マイはショックを受けた、あの優しいカイはどこにもなかった。
「ガチオワ....。あんたなんかカイじゃない!!」マイは傷心のまま日本に戻ったのだった。
マイは平常通りに学校に通うも、らいむにあっさり看破された。放課後事情を話すも、マイはカイがいない2年間のうちに大きく変わった。それはカイも同じ。とアドバイスを送る。
それにカイは人間不信に陥っていることを明かした。カイがカミーユとして人気ファッションデザイナーになった後、記憶喪失のアジア人にフランス中が興味を持たれたこと。それ以来、身内だと名乗る他人が多数現れるようになっていたのだ。
マイはカイにひどいことを言ったことを後悔し、会って謝って、今度はカイのこと絶対に諦めないと決意した。

一方、カイはアトリエにいた。あの時からカイは心になにかを欠けているような大きな喪失感を感じていた。傍らには自分が破った白いドレス。見渡すと作りながら考えていたことを思い出す・・・・。その隣には誰かがいた。いつも泣いていた女の子。そうだこのドレスは女の子を笑顔にするために作っていたんだ。「・・・・・・・・・・・マイ」　カイは日本に行くことを決意する！大切なものを取り戻すために・・・・。
その時マイは、飛行機でフランスの空港に降り立った。そこにカイはいた...リメイクした白いドレスを携えて。　
試着したドレスは今のマイにぴったりだった。カイは完全に記憶が戻ったわけではないけど、一番大切なものをはっきり思い出した。
それを伝えるとマイはとびっきりの笑顔で「おかえり。カイ」とカイを抱きしめた。
――――8年後、二人は結ばれ共同ブランドを立ち上げる。「すべての人がゲキ的にカワりますように」という願いをこめた「ゲキカワ♥デビル」!!

## 登場人物
登場人物の名前は悪魔の名前から付けられているが、後述の通り重要なキャラにも関わらず名字が不明の（または長期にわたり不明だった）人物が少なくない。
声の項はボイスコミック版の声優。
藤美 マイ（ふじみ まい）
声 - 伊達朱里紗
おしゃれが大好きで、ファッションコーディネーター→ファッションデザイナーを目指すことにした女の子。身長は中学生編では149cmと小さく、高校生編でも150cmを超えていない。体重は高校生編では42kg。スリーサイズは高校生編ではB80 W60 H84。
普段は元気で明るくかわいい女の子だが、クラスメイトやモデル、大人を問わずダメなファッションを見つけると沈黙した後にツリ目になって「ガチオワ」と叫び、スペードのステッキを振りかざして正しいおしゃれの知識を解説する。ステッキは4種類あり、ハートは「ゲキカワ」、ダイヤは「プチカワ」、スペードは「ガチオワ」、クローバーは「ややオワ」で使い分けている。父と2人暮らしだが、父は常に留守がちで家では一人が多いので、たびたびのカイのマンションに通いに行っている。
小学校の頃は引っ込み思案かつ不格好でロキから「ジミマイ」と呼ばれ、親が離婚したことでクラスメートから陰口を言われ続けたが、ファッションがきっかけで変わる決心をした過去をもつ。カイに淡い片思いをしていたが、2年生の夏にカイからの告白で両想いになった。
事故でカイを失った後、重いショックを抱えつつ正常を保とうとするも、展示会の出来栄えを見て立ち直れなくなったが、らいむの叱咤などもあり回復。カイの母・亜美の勧めもあり、パリに留学することとなる。
高校生編では、「1人では出来ない事や気づけない事」を見つけるために私立漆原学院服飾デザイン科に入学し、様々な困難に遭遇するが、持ち前の行動力と友達の助言・手助けで克服する。
誕生日は2月15日。13話で13歳を迎え、24話でカイからフライングで14歳の誕生日プレゼントをもらい、26話で私立漆原学院（「ルーシー」が創立した高校）に入学する。最終話では8年後にカイと結婚し、共同ブランド「ゲキカワ♥デビル」を立ち上げる。
髪型はツインテールで、前髪の分け方は中学の頃はM字分けだったが、高校では右側にて分ける形となる。
モデルは本作連載開始当時の担当編集者で後にちゃお編集長となる藤谷小江子。

神尾 カイ（かみお かい）
声 - 大谷祐貴
マイとはマンションが隣同士の幼馴染の男の子。マイをファッションに目覚めさせたきっかけを作った張本人。
「アミー」の女社長を母に持っており、それゆえに抜群なデザインセンスを発揮しており、特に女性向けの洋服のデザインが得意。中性的な容姿で、背が低いことがコンプレックスで恋愛には疎い。マイのデザインチームでは頭脳としてマイのサポートをしていた。自宅のマンションでは3匹のガーデンイールを飼っている。これらの名前は、ちんいちろう、ちんのすけ、アナである。
マイの行動を見て、デザイナーの高みを目指したいと考え、母についてパリに留学しようとしたが、搭乗した飛行機が事故に遭い行方不明になり死亡扱いされた。行方不明になった以後もマイの精神的な支柱となっている。

大門坂 莉々夢（だいもんざか りりむ）
声 - 優音
マイのクラスメイトでぽっちゃり系の女の子。通称は「りりむ」。身長は中学生編では156cmで、高校生編では158cm。体重は高校生編では64kg。スリーサイズは中学生編ではバスト88で、高校生編ではB96 W82 H98。
最初は自分の体形に自信が持てず、卑屈だったがマイのゲキカワチェンジで変化した。マイの最初の友達になる。
恋バナが大好きで、恋のことになると妄想したり、アプローチを仕掛けたりと暴走気味になる。
絵を描くのが得意で趣味で漫画を描いていたが、デザイン画が苦手なマイの助けになるならとデシナトゥール（フランス語でデザイン画を描く職業）を目指すようになる。
高校生編では、マイと共に私立漆原学院服飾デザイン科に入学する。
連載開始から2年以上にもわたり名字が不明だったが、第26話（高校編の第1話）で初めて名字が判明した。
8年後は、マイのブランドでデザイン画担当をしている。

ハル
マイと同じ中学校のボーイッシュで明るい性格の女の子。名字は不明。身長は中学生編では160cmで、高校生編では167cm。体重は高校生編では51kg。スリーサイズは中学生編ではバスト80で、高校生編ではB85 W63 H87。
サッカーが得意で、男子部員と混ざって練習している。そのため最初はりりむに男の子と勘違いされたこともあった。
実は部活仲間の男子（名前不明）が好きで、彼に注目してもらうためのアドバイスをマイから伝授してもらったことがきっかけで、マイの2番目の友達になる。その甲斐あってか、男子の方もかなり彼女を意識している様子がうかがえる。
8年後はマイのブランドの営業担当している。

末次 紫苑（すえつぐ　しおん）
眼鏡ときっちり編んだ三つ編みが特徴の、マイの中学校の学級委員。
生真面目かつ気難しい性格で、おしゃれにうるさいマイのことを大人しかった姉が彼氏の影響で派手なファッションに着るようになり、おしゃれに反感を持ったことも相まって最初は疎んじていた。実は彼女自身も無意識ながらおしゃれに自分なりのポリシーを持っていることをマイに指摘されたことがきっかけで、マイの3番目の友達になった。
8年後はマイの秘書としてサポートしている。
いつも清楚な恰好をしており、着物も纏うこともある。洋楽が趣味で英語を読めるなど博識で、マイが作った服の売り込みにも適確なアイデアを提供している。

漆原 比呂記（うるしばら　ひろき）
通称「ロキ」。総合アパレルメーカーの「LUCY」（ルーシー）の社長の息子。
マイとは小学生時代のクラスメイトで、「ジミマイ」というあだ名をつけからかった張本人。
イケメンのルックスだが俺様ドＳの性格でフラセて泣かせた女の子が星の数ほど。
実はマイのことが好きで、かつてマイをからかっていたのも彼女を意識していたためであり、中学で再会して告白するものの過去の因縁から反発されている。
高校生編にてマイへの好きの執着が強くなり、アモンをライバル視していたが和解する。高校では学園長の息子で通じており、王子と呼ばれて女子に人気である。

羅美愛（らみあ）
声 - 岡咲美保
りりむのことをからかった女の子。名字は不明。
お金持ちのお嬢様で人を見下すような発言をする。しかし、プライドが高いのでロキに失恋したときは一人で抱え込んでいた。
その後の登場シーンはほとんどなく、まれにモブキャラとして背景に登場するのみである。

神尾 亜未（かみお あみ）
カイの母親で、人気アパレルブランド「アミー」の経営者。ポニーテールと分厚く塗ったリップが特徴。カイに過保護になっていて疎んじられている。
小学生時代のマイを自宅に招いて、着せ替え人形のように彼女の洋服をセレクトさせて元気づけ、おしゃれと今の性格に目覚めさせた。
仕事の都合でパリに転勤となっていたが、飛行機がカイの便とは一日違いに搭乗したので難を逃れた。カイの葬式のこともあり、急遽日本に帰国。悲しみを堪えつつマイにパリの留学を勧めた。

薬師寺 らいむ（やくしじ らいむ）
「アミー」のトップモデル。身長は166cmと大きい。美少女の見た目とは裏腹に、歯に着せぬ物言いではずばずばという。
カイのことが好きで、積極的にアプローチし告白するもあっさり失恋する。だが、負けずにあきらめない粘り強い根性の持ち主。年齢制限で「アミー」のモデルを卒業するも、お姉さん向けブランドのモデルをやるには身長が足りないことからオファーが来ず、モデルを続けるのをあきらめかけていたが、マイに本音を見透かされた後に懇願され、マイのショップのイメージモデルに就任した。カイの亡き後は、彼を失った悲しみを恋敵のマイと分かち合い、マイの4番目の友達になる。
高校生編では事あるごとにマイを励ましたり、弱気になっているマイを引っ張ったり、さらにはマイにいとこのウエディングドレスの制作を依頼している。
8年後はトップモデルとなり、「VINE」（ヴィネ）の表紙モデルを務めるほどになった。
好きな人を思ったり、素敵なことや行動に会うと「きゃーん♥」と擬音が出る。
名字は第29話（高校編の第4話）で初めて紹介されている。

### 高校生編にて登場
榎本 鴉紋（えのもと あもん）
漆原学院服飾デザイン科の男子生徒。
ドSな発言で人を挑発するひねくれ者だが、根は優しい。クールでリーダーシップがあるところがカイに似ているとマイから思われている。実は靴職人志望。通学時の服装は幅広のズボンを好んで着用しており、ヘッドホンを肩にかけている。漢字表記が難解なため文字表記はアモンとなっている。
8年後は、イタリアで靴職人として修業しておりマイの結婚式には不参加だったが、マイのウェディングシューズを繕ってくれた。

佐久場 須雨（さくば すう）
漆原学院服飾デザイン科の女子生徒。
デザイナー志望。中学生時代、有名なデザインコンテストで優勝するほどの実力の持ち主。だが性格はかなりの自信家で自分より下の人を見下しており、マイから「マウンティング・ゴリラ」と呼ばれるほど。通学時は、ゴシックパンクファッションを身にまとう。言い返せないと顔が赤面する癖がある。

福井 創市（ふくいそういち）
宿題のレポートの題材で展示会に向かおうと渋谷にいたマイとアモンをひきとめた中年の男性。
正体はマイが行こうとしていた展示会でファッションブランド「ｆ　de s」のデザイナー。些細な喧嘩で自身のブランドのミューズを怒らせて以来スランプに陥り、マイを一目見るや自身のブランドのモデルになってほしいと嘆願した。しかし彼女が高校生と知ると落胆し、探していたのは子供服用のモデルだったと告げた。後日、福井が漆原学院に特別講師として姿を見せた際には、マイは特別扱いされたくなかったため自分のブランドを持っていることを隠していたが、福井には最初からばれていた。

小津（おず）
福井と共に「ジミマイ」のポップアップショップに現れた名門ファッション誌「VINE」（ヴィネ）の女性編集長でマイの母親。
マイの父とは、高級ブランドの服やバッグに給料のほとんどを使い、マイの育児に顧みない事から仲に亀裂を生じ、マイが小学4年生の時に離婚する。以後、マイから離れて、1人で生きている。
仕立て屋が仕切っていた頃からのファッションに精通していて、「LUCY」の下にいてオリジナルのテキスタイルを持たない「ジミマイ」を見下し、らいむの怒りと買うのと同時に「ジミマイ」のテキスタイルを持つ切っ掛けをつくる。

杏樹（あんじゅ）
らいむのアミー時代のモデル仲間。らいむと対照的におとなしい性格で、泣き虫な所がある。
アミー時代はトップモデルだったが、身長が伸び悩んだことに加えて、太りやすい体質もあってモデルのオファーが来ず、オーディションに無駄な時間を費やす毎日を送っていた。マイの計らいでジミマイのモデルとなった。

みさえ
ジミマイにウエディングドレスの依頼をしたらいむのいとこ。職業はキャビンアテンダントで、らいむよりもさらに背が高い。
メジャーリーガーの大泉洋平と結婚することが決まっているものの、ウエディングドレスが似合わないことで悩み着ることを諦めていたが、マイの言葉で勇気付けられた。自分に似合うウエディングドレスをマイに作ってもらったことに感激し、結婚の会見でジミマイのことを公に宣伝した。

カミーユ
フランスで活躍する若きデザイナー。物静かで暗い雰囲気をしている。
正体は記憶喪失になったカイ。2年後にマイと再会して、記憶を思い出すようになる。8年後、共同デザイナーとしてマイを公私ともに支えることになり、結婚へと至る。

## 番外編
- 〜ゲキカワ♥エンジェル〜 『ちゃおデラックス』2017年7月号
- 〜シオカラ♥プリンセス〜 『ちゃおデラックス』2018年3月号
- 〜りりかる♪サロン〜 『ちゃおデラックス』2018年5月号
- 〜ゲキカワ♥デリシュー〜 『ちゃおデラックス』2018年7月号
- 〜ゆめキラ★サマー〜 『ちゃお』2018年7月号別冊付録
- 〜アウター♥マナー〜 『ちゃおデラックス』2019年1月号
- 〜ゴースト†ゲスト〜 『ちゃおデラックス』2019年7月号
- 〜オッケー★サンダル〜 『ちゃおデラックス』2019年9月号
- 〜インナー♥スキル〜 『ちゃおデラックス』2020年1月号

## 書誌情報

### 漫画本編
- やぶうち優 『ゲキカワ♥デビル』 小学館〈ちゃおコミックス〉、全9巻

| 巻数 | 第1刷発行      | 発売日         | 掲載作品                                                                             | 備考 | ISBN                   |
| ---- | -------------- | -------------- | ------------------------------------------------------------------------------------ | --- | ---------------------- |
| 1    | 2016年10月5日  | 2016年9月30日  | 『ちゃお』2016年4月号 - 9月号                                                        | - | ISBN 978-4-09-138804-9 |
| 2    | 2017年4月5日   | 2017年3月31日  | 『ちゃお』2016年10月号 - 2017年2月号                                                 | 『〜ゲキカワ♥セカイ〜』、『ちゃお40周年記念企画 やぶうち優先生 伝説（レジェンド）のヒミツ!!』（共に『ちゃお』2017年3月号掲載）収録 | ISBN 978-4-09-139195-7 |
| 3    | 2017年10月4日  | 2017年9月29日  | 『ちゃお』2017年3月号 - 7月号、 『ちゃおデラックス』2017年7月号                      | - | ISBN 978-4-09-139587-0 |
| 4    | 2018年4月4日   | 2018年3月30日  | 『ちゃお』2017年8月号 - 12月号、 『ちゃおデラックス』2018年3月号                     | - | ISBN 978-4-09-870052-3 |
| 5    | 2018年8月6日   | 2018年8月1日   | 『ちゃお』2018年1月号 - 4月号、 『ちゃおデラックス』2018年5月号 - 7月号              | おまけまんが『ゲキコワ♠ビビル』、『ゲキカワ♥デビル中学生編終了記念 ゲキレア★ラフ画集&ウラ話』収録                                  | ISBN 978-4-09-870195-7 |
| 6    | 2019年2月4日   | 2019年1月30日  | 『ちゃお』2018年6月号 - 10月号、7月号別冊付録 『ちゃおデラックス』2019年1月号        | - | ISBN 978-4-09-870326-5 |
| 7    | 2019年7月6日   | 2019年7月1日   | 『ちゃお』2018年11月号 - 2019年3月号                                                 | - | ISBN 978-4-09-870582-5 |
| 8    | 2019年12月31日 | 2019年12月26日 | 『ちゃお』2019年4月号 - 6月号                                                        | - | ISBN 978-4-09-870730-0 |
| 9    | 2020年5月5日   | 2020年4月30日  | 『ちゃお』2019年9月号 - 12月号、 『ちゃおデラックス』2019年7月号、9月号、2020年1月号 | - | ISBN 978-4-09-871032-4 |

### 小説
- 宮沢みゆき（著）、やぶうち優（原作・イラスト） 『小説　ゲキカワデビル　恋するゲキカワコーデ』 小学館〈ちゃおブックス〉 2019年3月20日発売[小 10]、ISBN 978-4-09-289803-5

## ボイスコミック
ちゃおチャンネルにて、第1話が前編と後編と分けて、2019年2月に配信。その後、コミックス7巻発売記念として前編と後編をまとめた第1話完全版が2019年6月22日に配信された。